# Homosexualitat a l'antiga Grècia

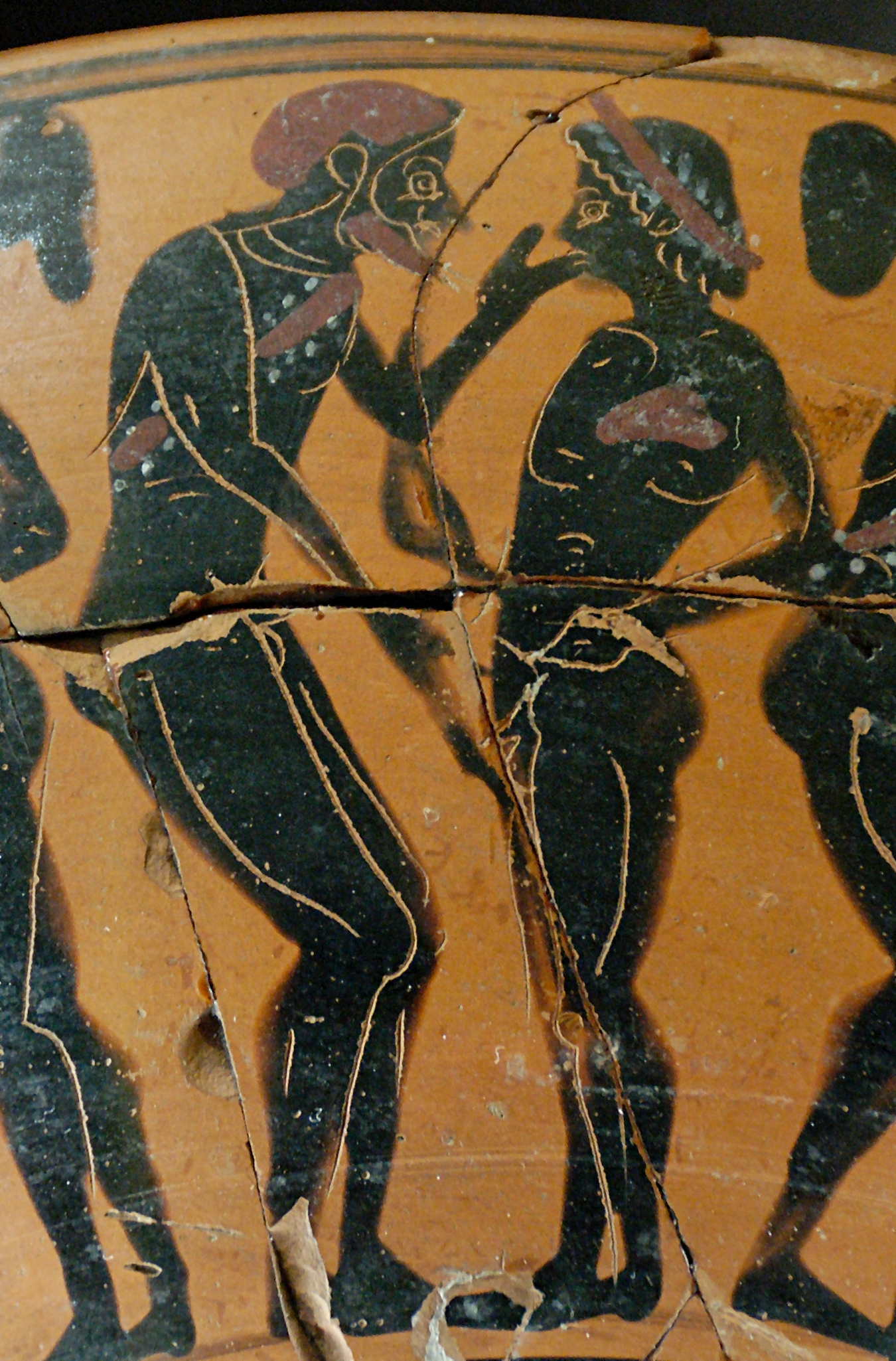
Escena de festeig pederasta. Detall d'un atuell de figures negres de l'Àtica, del segle IV a. de C.

En l'antiguitat clàssica escriptors com Heròdot, Plató,Xenofont, Ateneu i molts altres van explorar els aspectes de l'amor homosexual a l'antiga Grècia. La més estesa forma de relació sexual homosexual es donava entre homes adults i nois adolescents, coneguda com a pederàstia. No és clar com es veien les relacions entre dones en la societat, però existeixen exemples tan antics com el de Safo de Lesbos.

## Context

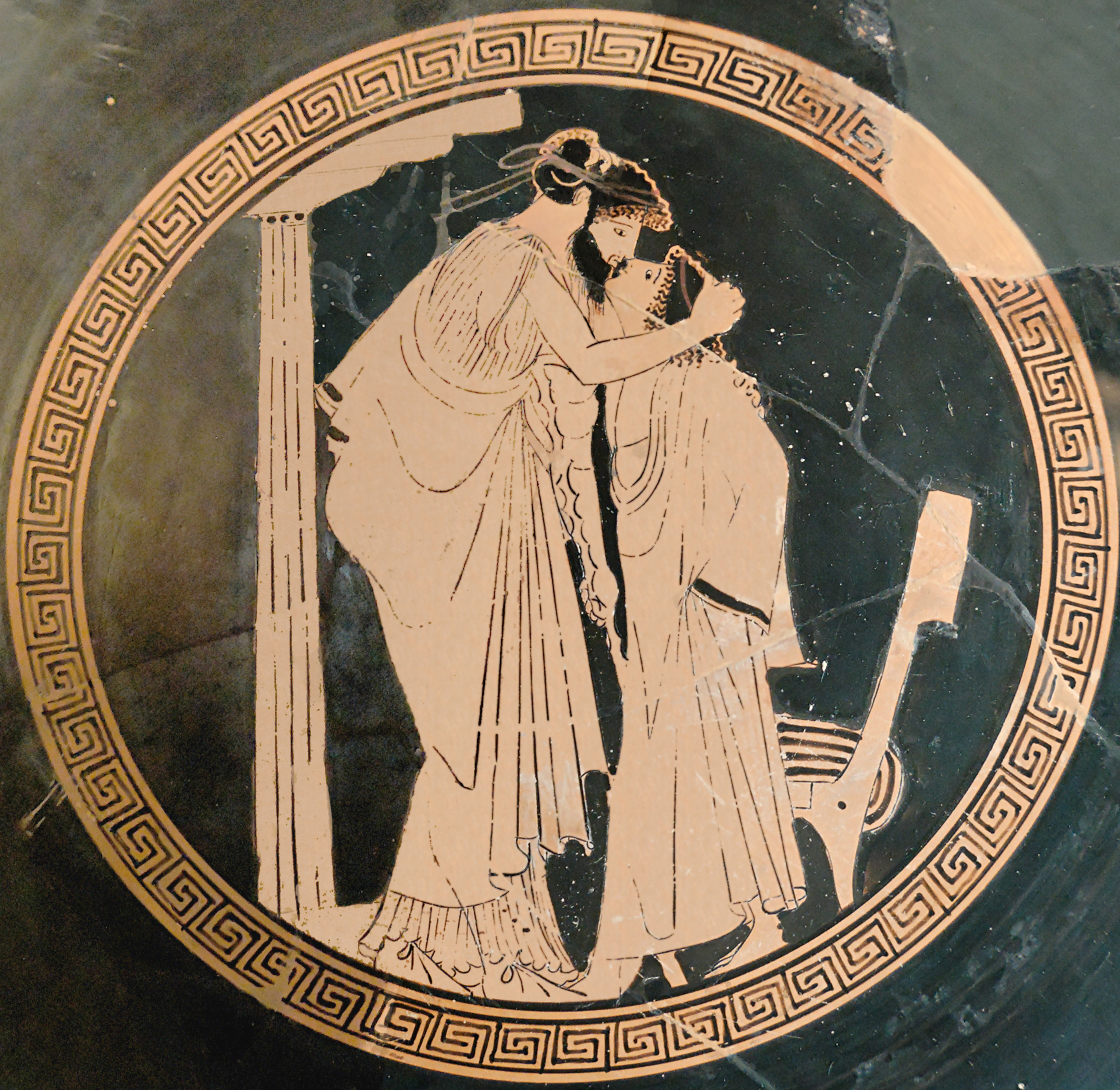
Kylix àtic que representa un amant (ἐραστής) besant el seu amat (ἐρώμενος). Les representacions d'escenes pederàstiques són abundants en l'art grec.

A l'Antiga Grècia no es concebia l'orientació sexual com a identificador social, cosa que sí que s'ha fet en les societats occidentals a l'últim segle. La societat grega no distingia el desig o comportament sexual pel sexe biològic dels qui participessin, sinó per quant s'adaptava aquest desig o comportament a les normes socials. Aquestes normes es basaven en el gènere, l'edat i l'estatus social. Existeix poc material original sobre com consideraven les dones l'activitat sexual.
Principalment, hi ha dos punts de vista sobre l'activitat sexual masculina en l'antiga societat grega. Alguns erudits, com Kenneth Dover i David Halperin, afirmen que existia una marcada polarització entre companys "actius" i "passius", penetrador i penetrat, i aquesta polarització actiu/passiu estaria associada amb rols socials dominants i submissos: el rol actiu s'associaria amb la masculinitat, amb un estatus social alt i amb l'edat adulta, mentre que el paper passiu s'associaria amb la feminitat, amb un estatus social baix i amb la joventut. Segons aquesta visió, qualsevol activitat sexual en la qual un home penetrés a algú socialment inferior es considerava normal; es considerava «socialment inferior» a dones, joves, estrangers, prostitutes i esclaus. Igualment, ser penetrat, especialment per algú socialment inferior, podia ser considerat vergonyós.
Altres estudiosos, no obstant això, argumenten que les relacions entre homes normalment incloïen a un home adult i a un jove: l'home adult prendria el rol actiu. També les descriuen com a «afectuoses», «amoroses» i «afectives», i argumenten que la tradició grega de les relacions homosexuals era central «en la història grega i la guerra, la política, l'art, la literatura i l'educació, resumint, en el miracle grec».

## Pederàstia

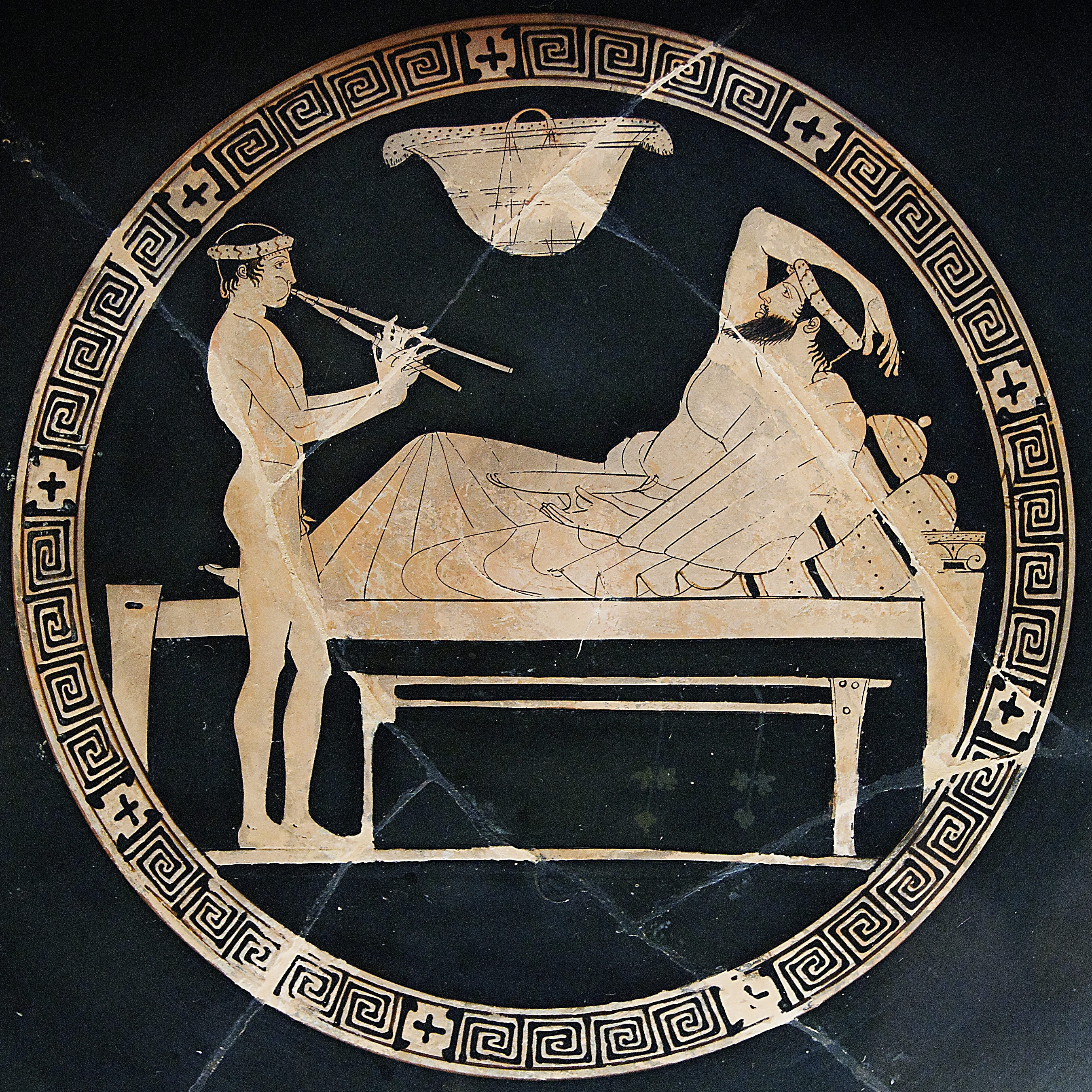
Un jove nu toca l'aulos per al comensal d'un banquet. Copa vermella àtica, pintor d'Eveó, 460 aC - 450 aC

La pederàstia grega (del grec παιδεραστία), idealitzada pels grecs des de l'època arcaica, era una relació entre un jove adolescent (ἐρώμενος, erōmenys, 'estimat') i un home adult que no pertanyia a la seva família propera (ἐραστής, erastēs, 'amant'). Va sorgir com una tradició aristocràtica educativa i de formació moral. Els grecs la consideraven per això un element essencial de la seva cultura ja des dels temps d'Homer. És important assenyalar que la diferència d'edat entre erōmenys i erastēs és paral·lela a la qual es donava entre els membres del matrimoni a l'antiga Grècia: un home en la trentena i una joveneta d'entre quinze i divuit anys. També cal remarcar que l'erōmenys era un adolescent ja entrat en la pubertat i no un nen, com s'entén en el concepte actual de pederàstia.
El terme deriva de la combinació de dos vocables grecs: παιδ- (arrel de παῖς, παιδός, 'nen' o 'noi') i ἐραστής (erastēs, 'amant'; cf. erotisme). En un sentit més ampli, la paraula es refereix a l'amor eròtic entre adolescents i homes adults. Els grecs consideraven normal que un home se sentís atret per la bellesa d'un jove, tant o més que per la d'una dona. Només hi havia controvèrsia sobre la forma en què havia d'expressar-se aquest desig.

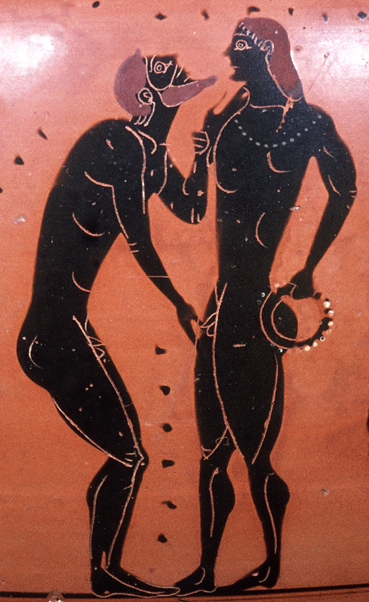
Escena d'un festeig pederasta.
Detall d'una àmfora atenesa pintada amb figures negres del segle V aC
L'home amb barba està representat en un tradicional gest de festeig pederasta, amb una mà buscant acariciar al jove i l'altra tocant la seva barbeta mirant-lo als ulls.

La pederàstia estava molt relacionada amb la tradició atlètica i artística de la nuesa en la gimnàstica, amb el costum de matrimonis tardans per als homes, amb els banquets i amb el fet que les dones estiguessin recloses a les seves llars. També era una cosa fonamental per a l'entrenament militar grec i un factor important en la formació de les seves tropes.
La forma més comuna de relacions sexuals entre homes a Grècia era la paiderastia, combinació de dos vocables grecs: παιδ- (arrel de παῖς, παιδός, 'nen' o 'noi') i ἐραστής (erastēs, 'amant'; cf. erotisme). D'aquest terme, que significava 'amor de nen', prové la paraula pederàstia. La pederàstia, tal com s'entenia a l'antiga Grècia, era una relació entre un home adult i un jove adolescent. A Atenes l'home adult era anomenat erastés i s'encarregava d'educar, protegir, estimar i donar exemple al seu estimat. El jove era anomenat eròmen i la seva retribució a l'amant era la seva bellesa, joventut i compromís.
Existien elaborats protocols socials per protegir els joves del deshonor associat a ser penetrat. S'esperava que l'eròmen respectés i honrés a l'erastés, però no que el desitgés sexualment. Encara que ser cortejat per un home adult era pràcticament una prova d'homenia per als joves, un jove amb desig sexual recíproc envers el seu erastés havia d'afrontar un estigma social considerable.
Els antics grecs, en el context de les ciutats estat pederastes, van ser els primers a descriure, estudiar, sistematitzar i establir la pederàstia com a institució social i educacional. Era un element important de la vida civil, militar, filosòfica i artística. Existeix cert debat entre els experts sobre si la pederàstia es donava en totes les classes socials o si estava majoritàriament limitada a l'aristocràcia.
La moralitat de la pederàstia va ser exhaustivament analitzada a l'antiga Grècia, sent considerats alguns dels seus aspectes com a infames i uns altres com el millor que la vida podia oferir. En el diàleg platònic de les Lleis, la pederàstia carnal és descrita com a "contrària a la naturalesa"; no obstant això, els interlocutors d'aquest diàleg reconeixen que una iniciativa per l'abolició de la pederàstia seria impopular en la majoria de les ciutats estat gregues.

## Homosexualitat entre militars

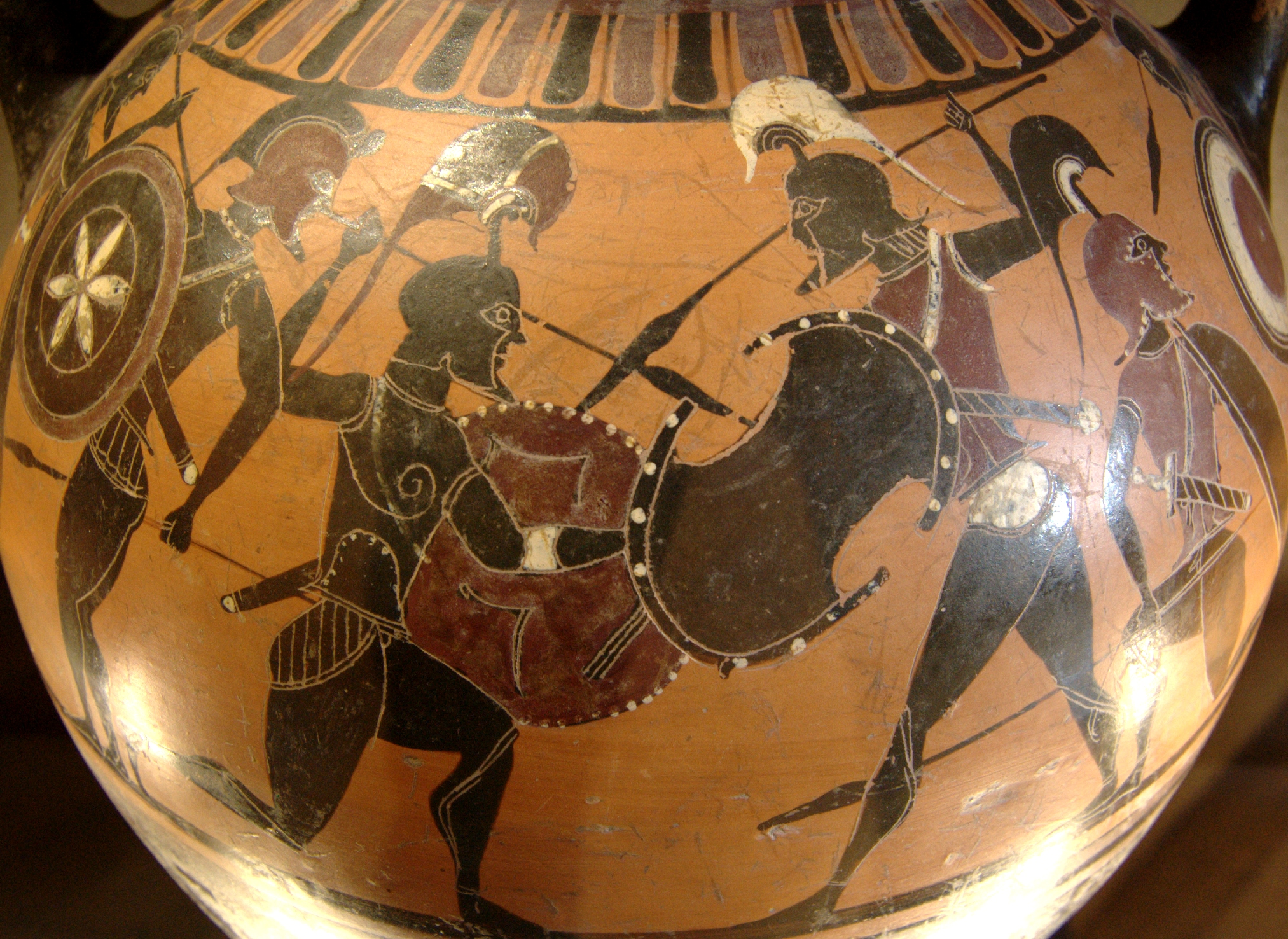
Guerrers grecs en una àmfora de figures negres. Museu del Louvre.

Quan es parla de l'homosexualitat en els exèrcits de l'antiga Grècia s'esmenta principalment al Batalló Sagrat de Tebes, però aquest no és l'únic exemple de pràctiques homoeròtiques o homosexuals entre els militars dels exèrcits grecs. Eren freqüentment utilitzades tant en l'ensinistrament i l'entrenament militar, com per mantenir la moral i enfortir els llaços i l'esperit de combat de la tropa en temps de guerra.
El Batalló Sagrat de Tebes, una unitat militar separada de la resta i reservada únicament a homes i els seus joves estimats, és normalment considerat com el primer exemple de com a l'antiga Grècia s'usava l'amor entre soldats de la tropa per estimular el seu esperit combatiu. Els tebans atribuïen al Batalló Sagrat el poder de Tebes durant la generació anterior a la seva caiguda davant Filip II de Macedònia, que va quedar tan impressionat davant del seu valor en combat que va manar construir un momument que encara avui es manté en peus en el lloc on es van enterrar als soldats. També va criticar durament les opinions que els espartans tenien del Batalló. Diu Plutarc en la seva obra Pelòpides:
Morin els que hagin pogut pensar que entre semblants homes hagi pogut haver-hi res reprensible.
En la mateixa obra, Plutarc cita també l'opinió de Pammenes de Tebes:
El Nèstor d'Homer no va ser molt hàbil capitanejant un exèrcit quan va ordenar que els grecs formessin per tribus (...), doncs havia d'haver unit els amants amb els seus estimats. Perquè els homes de la mateixa tribu es valoren molt poc els uns als altres quan el perill aguaita; però un grup cimentat en l'amistat basada en l'amor mai serà separat doncs, tement l'afront, els amants pels estimats, i aquests per aquells, així perseveren en els perills els uns pels altres.
Aquestes unions estan reflectides en episodis de la mitologia grega, com l'heroica relació entre Aquil·les i Pàtrocle en l'Ilíada, on pel que sembla la seva unió va estimular tant la moral com la valentia. Les unions a l'exèrcit prenien la forma típica de pederàstia, sent escasses les relacions més igualitàries. Aquestes relacions han quedat documentades per molts historiadors grecs i en discursos filosòfics, així com en descortesos esments com la de Filip II de Macedònia, recollida per Plutarc:
Trobem que la majoria de les nacions guerreres són més addictes a l'amor, com els beocis, els lacedemonis i els cretencs. I entre els més antics herois cap va ser tan amorós com Meleagre, Aquil·les, Aristòmenes, Cimó o Epaminondes; l'últim dels quals va tenir com concubins a Asòpic i a Cafisodor, que va ser assassinat al costat d'ell en la Batalla de Mantinea i jeu enterrat molt proper a ell.
Durant la Guerra Lelantina entre Eretria i Calcis, abans d'una decisiva batalla els calcidians van demanar ajuda a un guerrer anomenat Cleòmac. Ell va respondre a la seva petició, portant al seu amant perquè observés. Liderant la càrrega contra els eretris, va portar a Calcis a la victòria pagant com a preu la seva pròpia vida. Els calcidians li van erigir una tomba al mercat en gratitud i van adoptar la pederàstia.

## Amor entre homes adults
Donada la importància que es donava en la societat grega al cultiu de la masculinitat en els homes adults, i la feminitat que s'associava a ser penetrat en les relacions homosexuals, les relacions entre homes adults d'estatus social comparable es consideraven controvertides i normalment anaven acompanyades d'estigmatització social. Encara que es consideraven normals si eren continuació d'una antiga relació pederasta, quan l'eròmen ja havia arribat a la maduresa, com indicava el refrany: «Pots aixecar un toro si el vas portar de vedell». Es poden trobar també aquest tipus de relacions tant en el registre històric com en els mites.

### Pàtrocle i Aquil·les

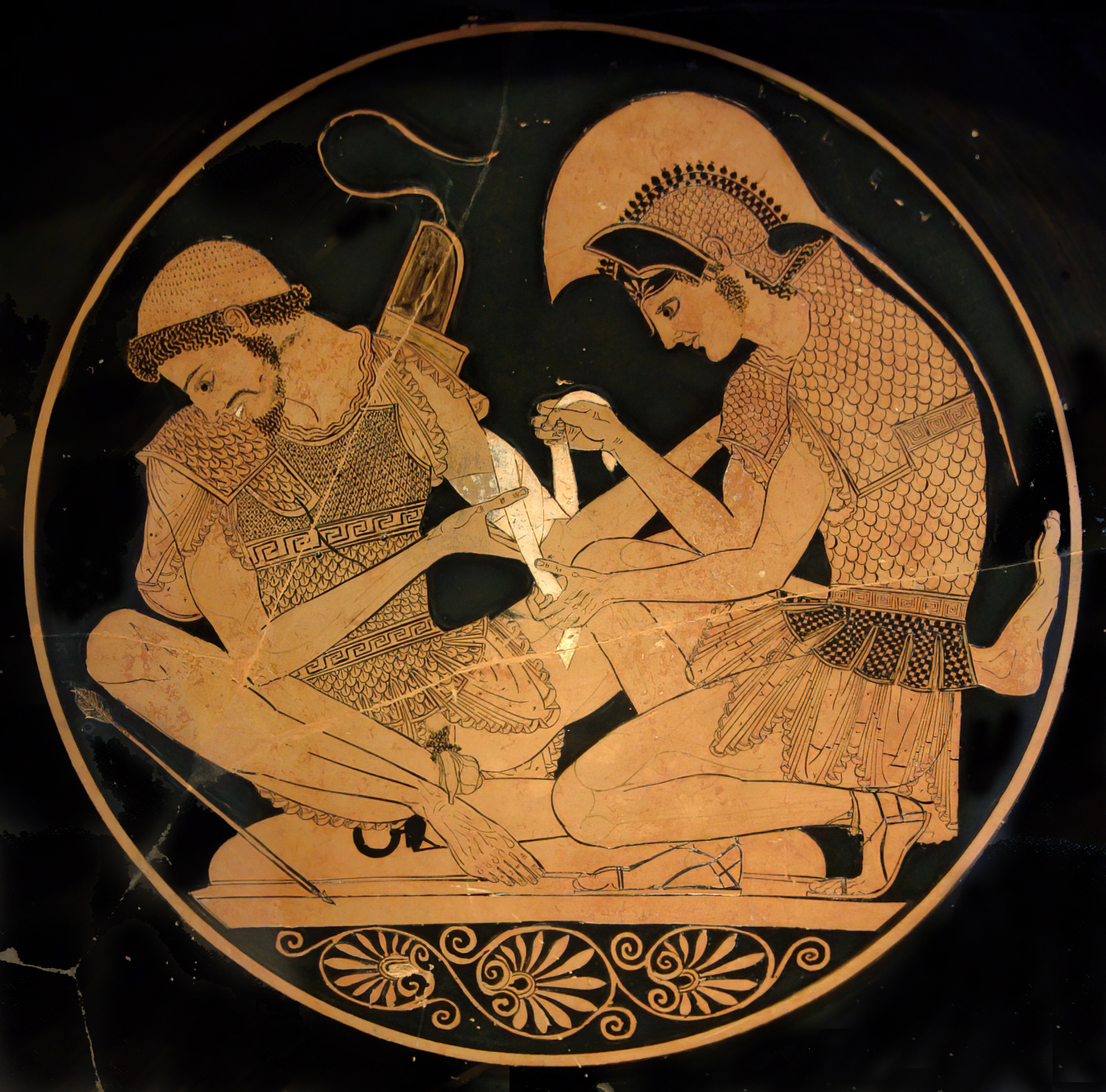
Aquil·les i Pàtrocle.

La primera aparició registrada d'una unió emocional profunda entre homes antics en l'antiga cultura grega va ser en l'Ilíada (800 aC). Encara que Homer no descriu explícitament la relació entre Aquil·les i Pàtrocle com a sexual, a l'inici de l'antiguitat clàssica (480 aC) els dos herois van ser interpretats com a icones pederàstiques. En sentir-se els antics grecs incòmodes amb qualsevol percepció d'Aquil·les i Pàtrocle com a adults en igualtat de condicions, van tractar d'establir una clara diferència d'edat entre tots dos. Hi havia desacord quant a qui exercia d'erastés i qui d'eròmen, ja que la tradició homèrica suggeria que Pàtrocle era més gran però Aquil·les era el dominant. Altres opinions de l'antiguitat consideren que Aquil·les i Pàtrocle eren simplement molt bons amics.
Èsquil, en la seva tragèdia Mirmídons, dibuixava un Aquil·les protector, ja que havia venjat la mort del seu amant encara que els déus li haguessin advertit que li costaria la pròpia vida. En el Banquet de Plató, d'una altra part, es representa a Fedre afirmant que Homer va emfatitzar la bellesa d'Aquil·les, la qual cosa el definiria a ell, i no a Pàtrocle, com eròmen.

### Parelles històriques d'homes adults
Es coneixen moltes parelles d'homes adults en la història, en les quals tots dos són adults. Entre aquestes la d'Eurípides, en la setentena, amb Agàton d'Atenes, d'uns quaranta anys. El llegendari amor entre Alexandre el Gran i el seu amic de la infància, Hefestió, es considera segons teories sobre les relacions personals d'Alexandre el Gran una relació d'aquest tipus.

## Amor lèsbic

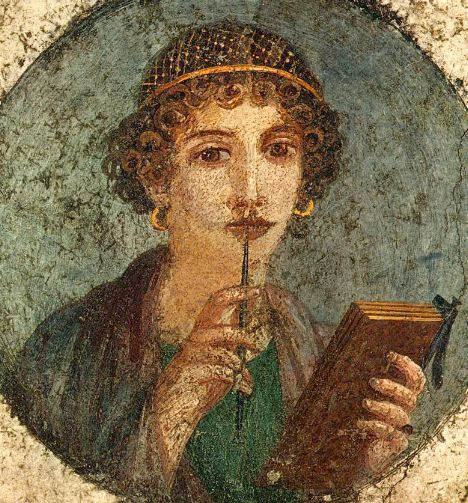
Representació de Safo en un fresc de Pompeia.

Safo, poetessa de l'illa de Lesbos, va escriure nombrosos poemes que descrivien amors entre dones i noies. L'amor en aquests poemes és a vegades correspost i en unes altres no ho és. Es creu que Safo va escriure unes 12.000 línies de poesia sobre el seu amor per altres dones. D'aquestes, tan sols han sobreviscut unes 600 línies. Com a resultat de la seva fama en l'antiguitat, ella i la seva terra s'han convertit en símbol de l'amor entre dones, encara que aparentment ella era bisexual.
També han quedat documentades relacions eròtiques pedagògiques a Esparta, juntament amb el nudisme atlètic de dones. A El convit de Plató apareixen dones que: 
| « | No es preocupen pels homes, però tenen contactes amb dones. Plató, El convit (El Simposi), 191i. | » |

No obstant això, en general existeixen poques referències historiogràfiques de relacions amoroses i sexuals entre dones. La dona que practicava l'homosexualitat femenina a l'antiga Grècia era denominada tríbada, del grec τρίβω (tríbō, fregar).

## Controvèrsia entre els experts
Les pràctiques homosexuals en aquestes societats (Atenes, Creta, Elis, Esparta, Tebes i unes altres) solament han estat abordades en profunditat tant en els seus aspectes històrics com en els ètics des dels anys 1990. Un dels els primers estudiosos a abordar l'homosexualitat a l'antiga Grècia va ser John Addington Symonds, que va escriure la tesi Un problema en l'ètica grega el 1873, però va haver d'esperar 28 anys per ser publicada el 1901. També es van publicar en aquesta època els treballs d'Erich Bethe el 1907. Edward Carpenter va expandir l'abast de l'estudi en el seu treball de 1914 Tipus intermedis entre el folklore primitiu. El text examina pràctiques homoeròtiques de tota classe, no només pederastes, en una àmplia gamma de cultures de tot el món.
Històricament hi ha hagut un ambient de censura en aquest tema. La majoria dels estudis sobre l'antiga Grècia ometien deliberadament les referències a l'homosexualitat. En la novel·la de 1910 Maurice es fa referència a aquest "codi de silenci" quan un professor de Cambridge anotava "Ometre: referència a l'innombrable vici dels grecs". En els anys 1940 H. Michell va afirmar: "Aquest aspecte de la moral grega és extraordinari, i sent equànimes, no és profitós ensumar massa profundament". Després d'un llarg període marcat per la censura en temes d'homosexualitat, els estudiosos van començar a abordar el tema.
A Alemanya els estudis van ser continuats per l'expert del món clàssic Paul Brand que va escriure, sota el pseudònim de Hans Licht, Vida sexual a l'antiga Grècia publicat el 1930. Fins a l'any 1978 no es va publicar un llibre en anglès que tractés en exclusiva el tema històric de l'homosexualitat, Homosexualitat grega de Kenneth Dover. L'obra de Dover va provocar una sèrie de debats que continuen actualment i va generar una forta polèmica en els grecs moderns per mostrar aquesta imatge de l'antiga Grècia.
Aquests experts han mostrat que les relacions sexuals entre persones del mateix sexe eren practicades de manera oberta, en gran manera amb permís oficial, en moltes àrees de la vida des del segle VII aC fins a l'era de l'antiga Roma.

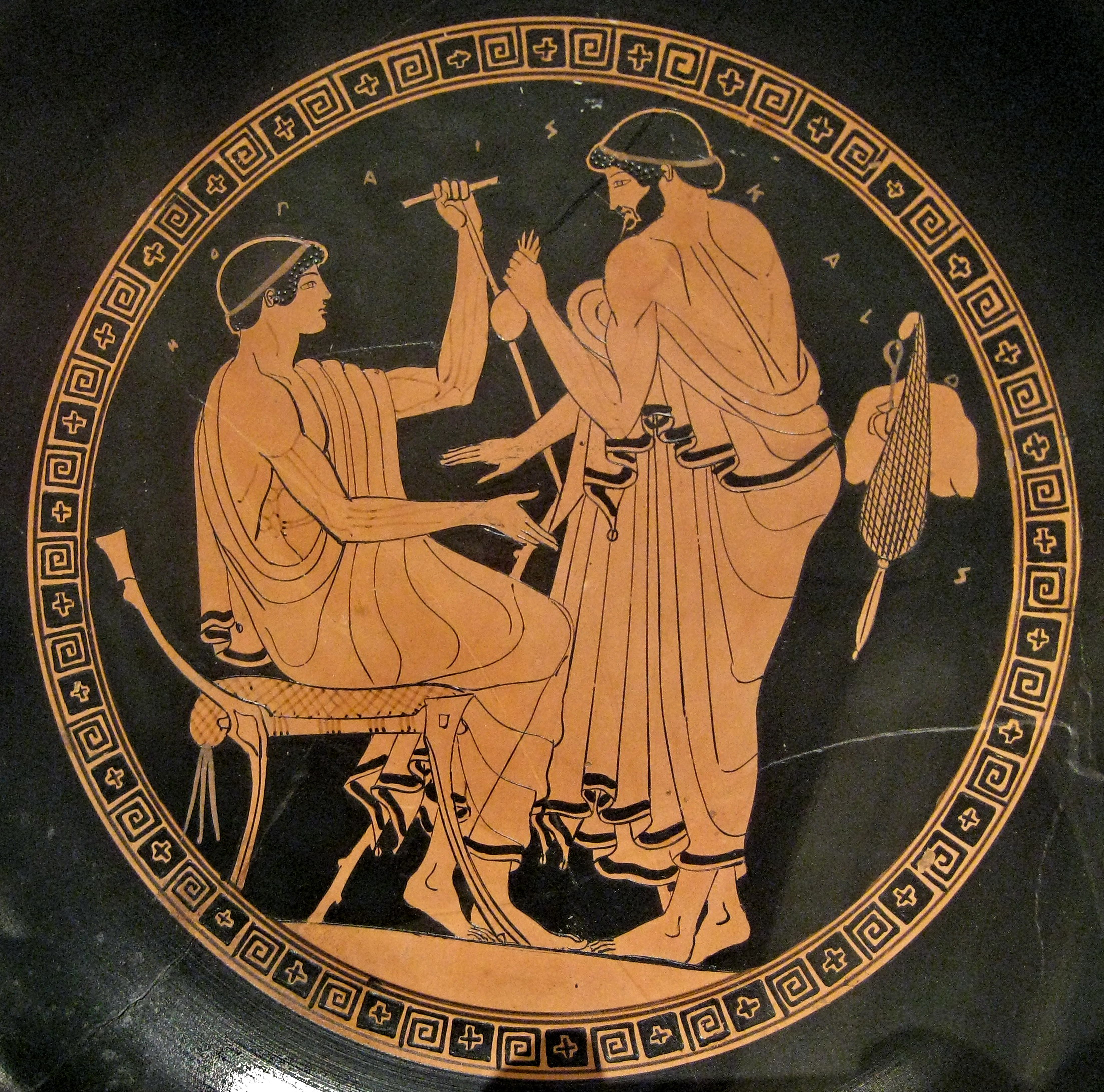
Home oferint diners a un jove a canvi de sexe.

Encara que aquesta perspectiva és fruit del consens dels experts d'Amèrica del Nord i d'Europa del Nord, també hi ha opinions que afirmen que les relacions homosexuals, especialment la pederàstia, eren comunes solament entre l'aristocràcia i no entre la gent comuna (δῆμος, dêmos). Un erudit que afirma això últim és Bruce Thornton, qui argumenta que els insults dirigits als homosexuals passius en les comèdies d'Aristòfanes mostren el rebuig de la gent senzilla cap a l'homosexualitat masculina. Altres punts de vista, com el de l'experta Victoria Wohl, emfatitzen que a Atenes el desig entre persones del mateix sexe era part de la «ideologia sexual de la democràcia», compartida per l'elit i el dêmos, del que són exemple els tiranicides Harmodi i Aristogitó. Fins i tot els qui defensen que la pederàstia estava limitada a les classes més altes concedeixen generalment que era «part de l'estructura social de la ciutat» (πολις, polis).
Un altre debat és si en la relació pederàstica grega hi havia reciprocitat o no. Uns afirmen que era el reflex d'una relació de superioritat i que l'eròmen simplement se sotmetia. Mentre que la majoria sosté que hi havia una relació d'amor mutu, expressió del desig d'ambdues parts en la qual no es forçava al jove en absolut, com es representa als debats de Plató.
Fora del món acadèmic, tant els opositors al moviment d'alliberament sexual com els nacionalistes grecs s'han aferrat, per raons polítiques, a la tesi que l'homosexualitat estava limitada a les elits.
El tema ha causat controvèrsia en la Grècia actual. El 2002, una conferència sobre Alexandre el Gran va ser assaltada perquè un estudi sobre la seva homosexualitat anava a ser presentat. Quan la pel·lícula Alexandre el Gran, que mostra a un Alexandre amb trobades romàntiques tant amb homes com amb dones, va ser estrenada el 2004, vint-i-cinc advocats grecs van amenaçar de demandar als productors de la pel·lícula, però van cedir en veure un avanç de la pel·lícula. La pel·lícula va ser un fracàs a Grècia, on es va exhibir durant tan sols quatre dies.